# Станкович, Иван (гандболист)
Иван Станкович (серб. Иван Станковић / Ivan Stanković; род. 27 апреля 1982, Белград) — сербский гандболист, правый крайний.

## Карьера

### Клубная
Воспитанник школы клуба белградского «Партизана». Ранее выступал за испанские клубы «Бидасоа» и «Арагон». Окончание карьеры провёл во Франции в клубах «Кретей» и «Иври».

### В сборной
В составе сборной сыграл 12 игр и забил 19 голов. Участник чемпионата Европы 2010, чемпионата мира 2011, Олимпийских игр 2012 года, серебряный призёр чемпионата Европы 2012 года.